# ادریا گالگو
ادریا گالگو (انگلیسی: Adrià Gallego؛ زادهٔ ۹ آوریل ۱۹۹۰) بازیکن فوتبال اهل اسپانیا است.